# España artística y monumental
España artística y monumental (nom complet : Espana artistica y monumental, vistas y descripcion de los sitios y monumentos mas notables de Espana) est un ouvrage littéraire et pictural dans le genre des livres de voyage édité entre 1842 et 1850 à Paris par Veith et Hauser. Les lithographies qui l'illustrent ont été publiées en trois volumes avec des thèmes de paysage et des représentations des monuments les plus importants d'Espagne.

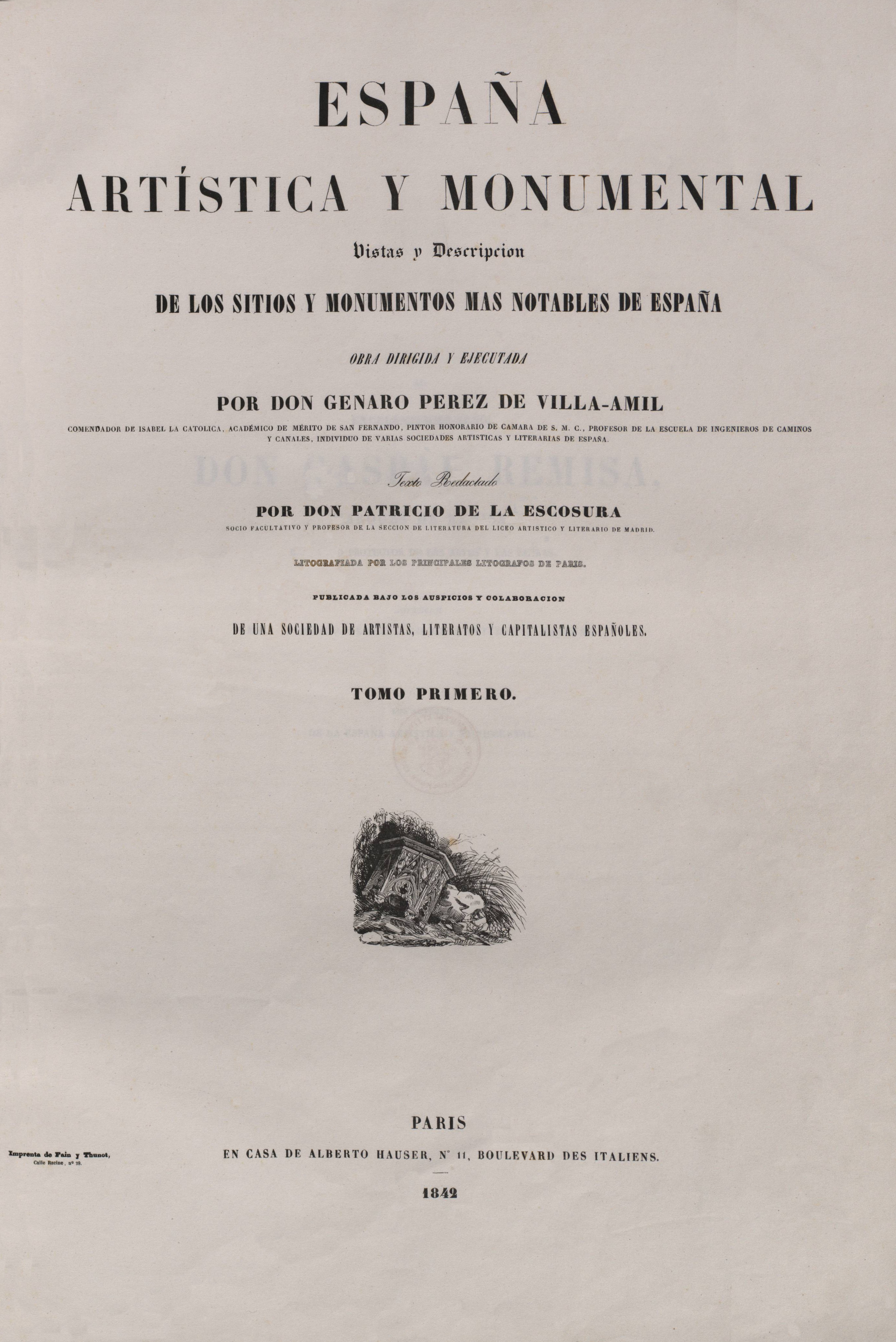
Couverture du premier tome (1842).

L'auteur du projet et des estampes est le paysagiste romantique Jenaro Pérez Villaamil, en collaboration avec Patricio de la Escosura, auteur du texte.

## Histoire
Le mouvement romantique a mis à la mode avec un grand succès les livres illustrés de voyages. España artística y monumental est l'une des plus belles œuvres du genre en Espagne, avec España pintoresca y artística du peintre Francisco de Paula Van Halen (es) (1847) et Recuerdos y bellezas de España du peintre Francisco Javier Parcerisa et de l'écrivain José María Quadrado (es),.
España artística y monumental est une œuvre collaborative, bien que la responsabilité du projet et une grande partie des dessins produits pour être lithographiés incombent principalement à Jenaro Pérez Villaamil, qui en a impulsé l'idée. En plus de l'écrivain Patricio de la Escosura, qui s'est chargé de la partie littéraire,, Villaamil a travaillé étroitement avec les auteurs des cahiers d'estampes de paysages et monuments Benoist et Louis-Julien Jacottet (es). Le projet bénéficie du mécénat du marquis Gaspar Remisa (es).
La plus grande partie des estampes a été exécutée par Villaamil, qu'il a parfois réalisées d'après ses propres dessins ou tableaux ; dans ce cas, il signe « <G. P. de Villaamil pinxit> ». Il a aussi collaboré avec d'autres artistes comme son frère Juan, Valentín Carderera, Valeriano Domínguez Bécquer et Cecilio Pizarro. D'autres estampes ont été réalisées d'après des dessins originaux achetés à d'autres artistes, ce qui est systématiquement spécifié sur les estampes, à l'exception de l'une d'elles où l'auteur n'est pas précisé mais comporte l'indication « G. Pérez de Villaamil lo dirigió ». C'est l'estampe de Valentín Carderera dont on a une lettre de proteste à ce sujet. Certaines des lithographies sont exécutées à Paris, où se trouvent plusieurs de ses lithographes, et où il a publié l'ouvrage.

## Contenu
Toute l'œuvre s'inscrit dans le mouvement romantique, comme les autres œuvres européennes du genre. Pérez Villaamil apporte le style de ses peintures de paysages urbains, de personnages populaires, de l'exaltation du médiéval dans le sentiment romantique et avec une touche de costumbrismo. Selon Martínez, « la vision de Pérez Villaamil est plus pittoresque [que les autres œuvres espagnoles du genre], mais probablement plus belle esthétiquement parlant ».
La maison d'édition Veith et Hauser l'édite entre 1842 et 1850 en trois tomes. Un total de vingt-trois lithographes français et un espagnol se chargent d'imprimer les dessins originaux ; malgré la grande variété d'auteurs et de lithographes, la cohérence d'ensemble est préservée grâce à la bonne direction de Pérez Villaamil et ce en composant avec les licences artistiques prises par les lithographes vis-à-vis des œuvres originales, une habitude à la mode à cette époque.
L'ensemble contient des vues de Tolède (44 estampes) ; Burgos (19) ; divers lieux de Castille, Aragon, Andalousie, Pays basque, Navarre et Galice (qui n'en compte qu'une). Paul de Kock estime que les 144 estampes sont d'une excellente exécution. Si Enrique Arias Anglés considère que la sélection est arbitraire, ne représentant pas toutes les régions d'Espagne,, Charles Paul de Kock estime qu'elle est faite de manière à représenter « les monuments artistiques les plus notables d'Espagne », avec des dessins et des instructions sur les usages, les armes et les coutumes de toutes les époques. Martínez qualifie España artística y monumental de l'un des produits les plus typiques du monde éditorial du XIXe siècle.

Quelques estampes
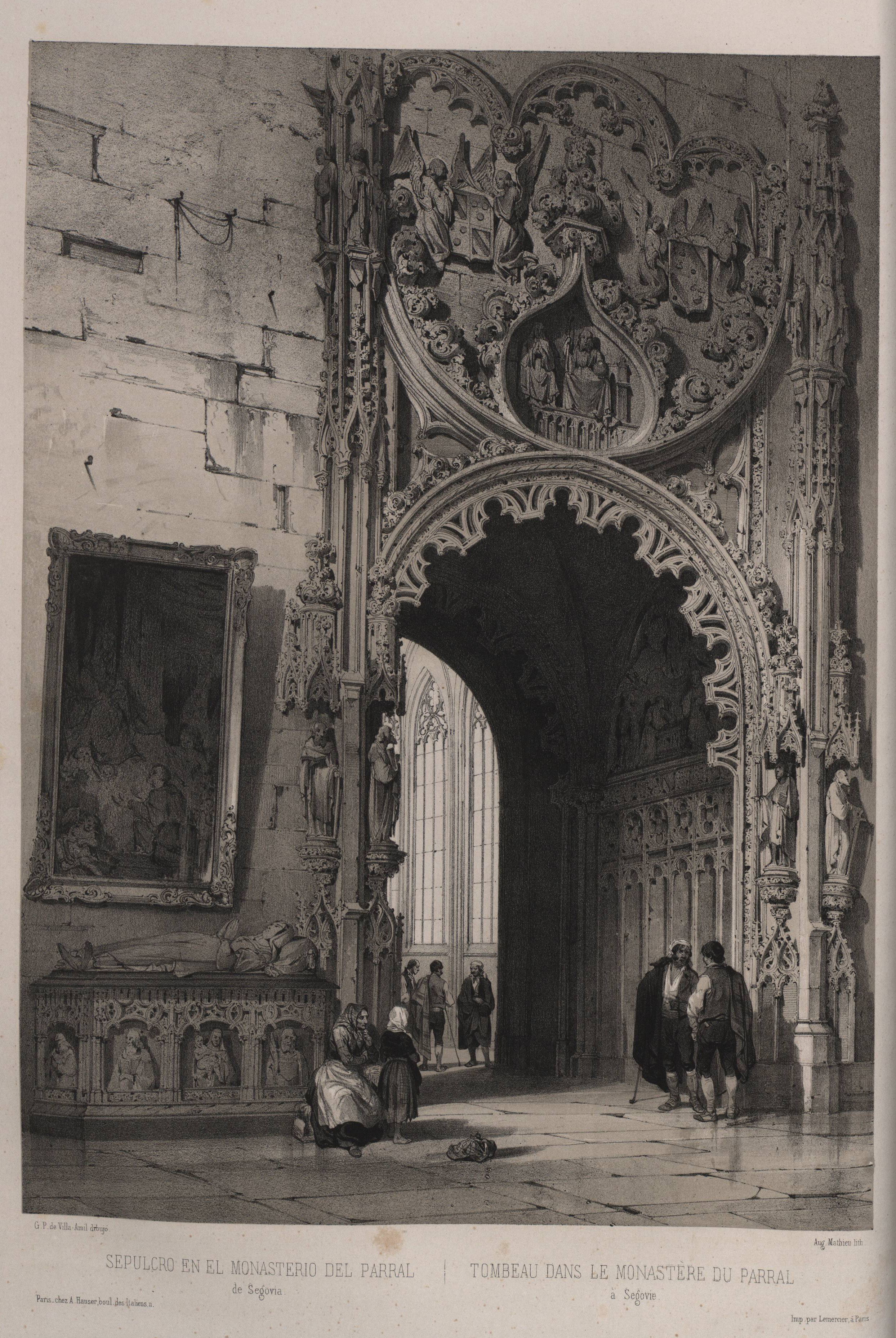
Monastère de Santa María del Parral (es) (Ségovie), lithographie de Auguste Mathieu (1810-1864) d'après Jenaro Pérez Villaamil (vers 1850).
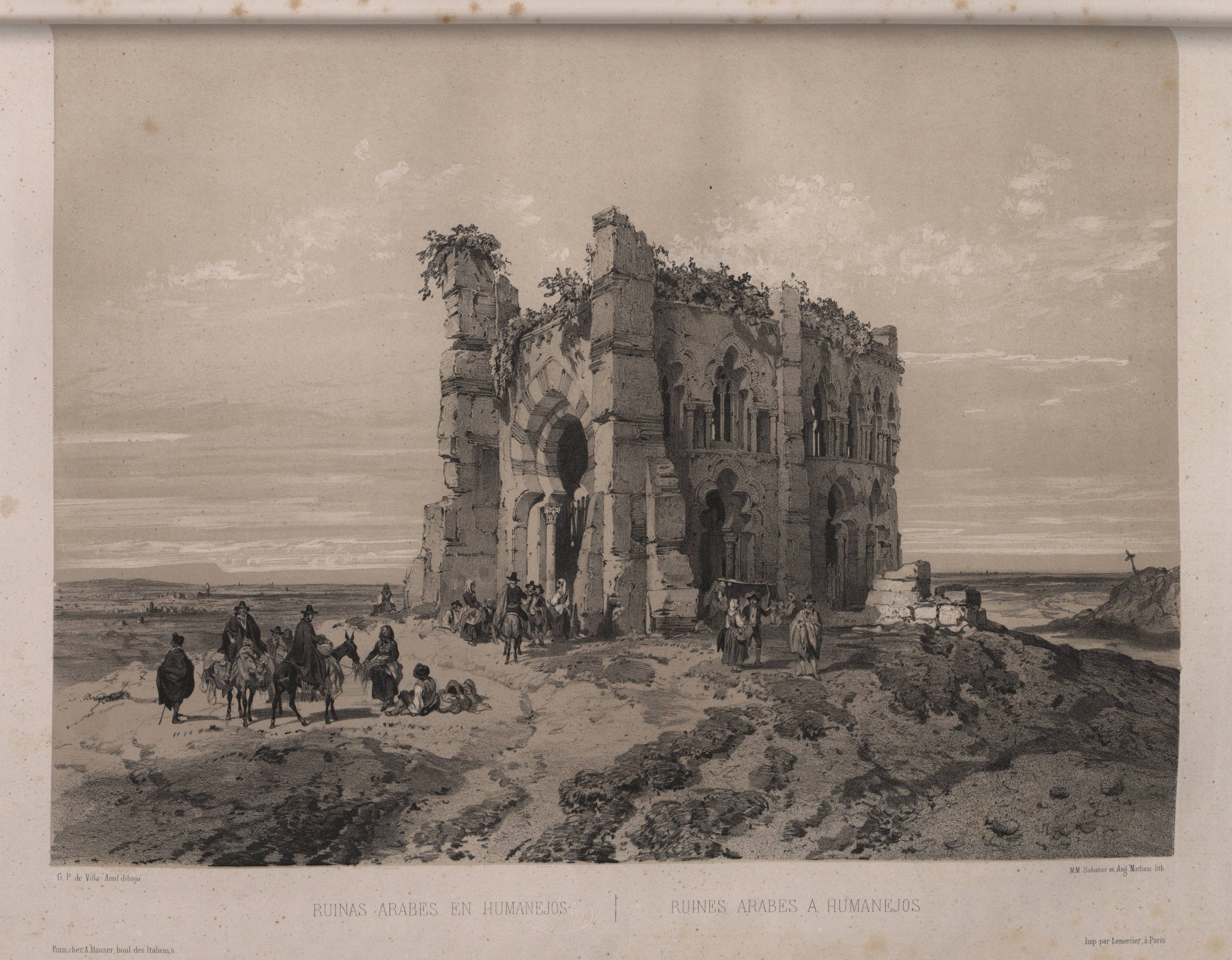
Ruines arabes à Humanejos (village disparu près de Parla), lithographie de Léon Sabatier (d) et Auguste Mathieu d'après un dessin de Jenaro Pérez Villaamil (1850).
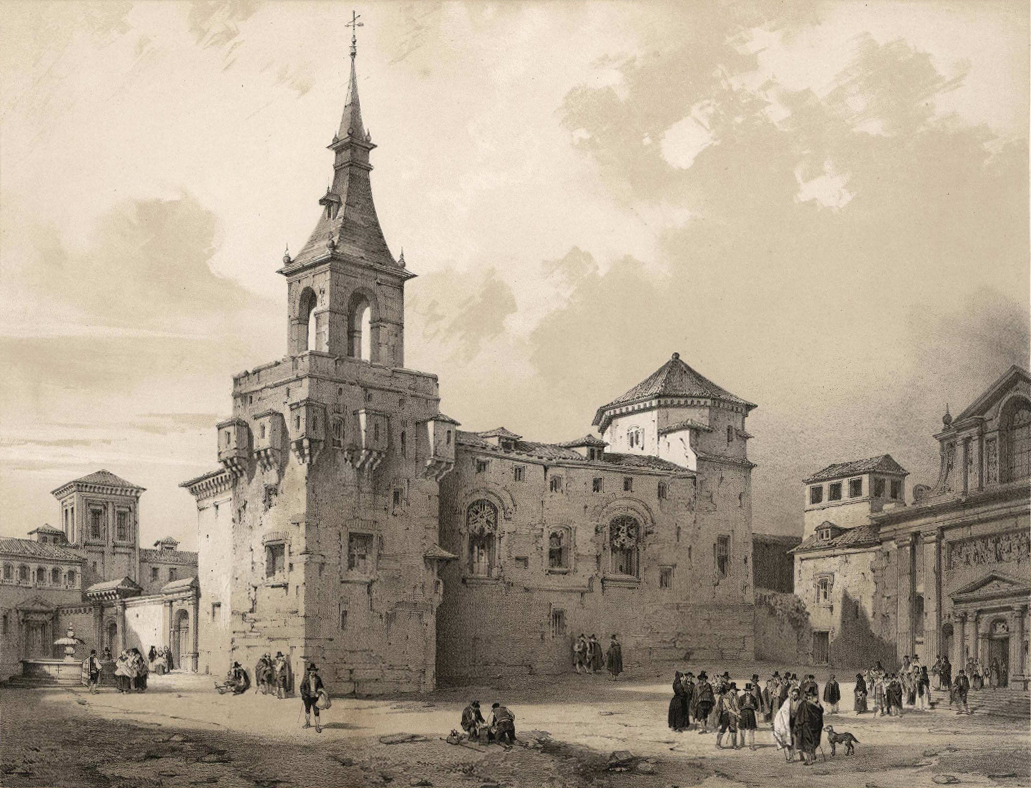
Palais des Archevêques d'Alcalá de Henares, lithographie d'Auguste Mathieu d'après un dessin de Jenaro Pérez Villaamil (1850).
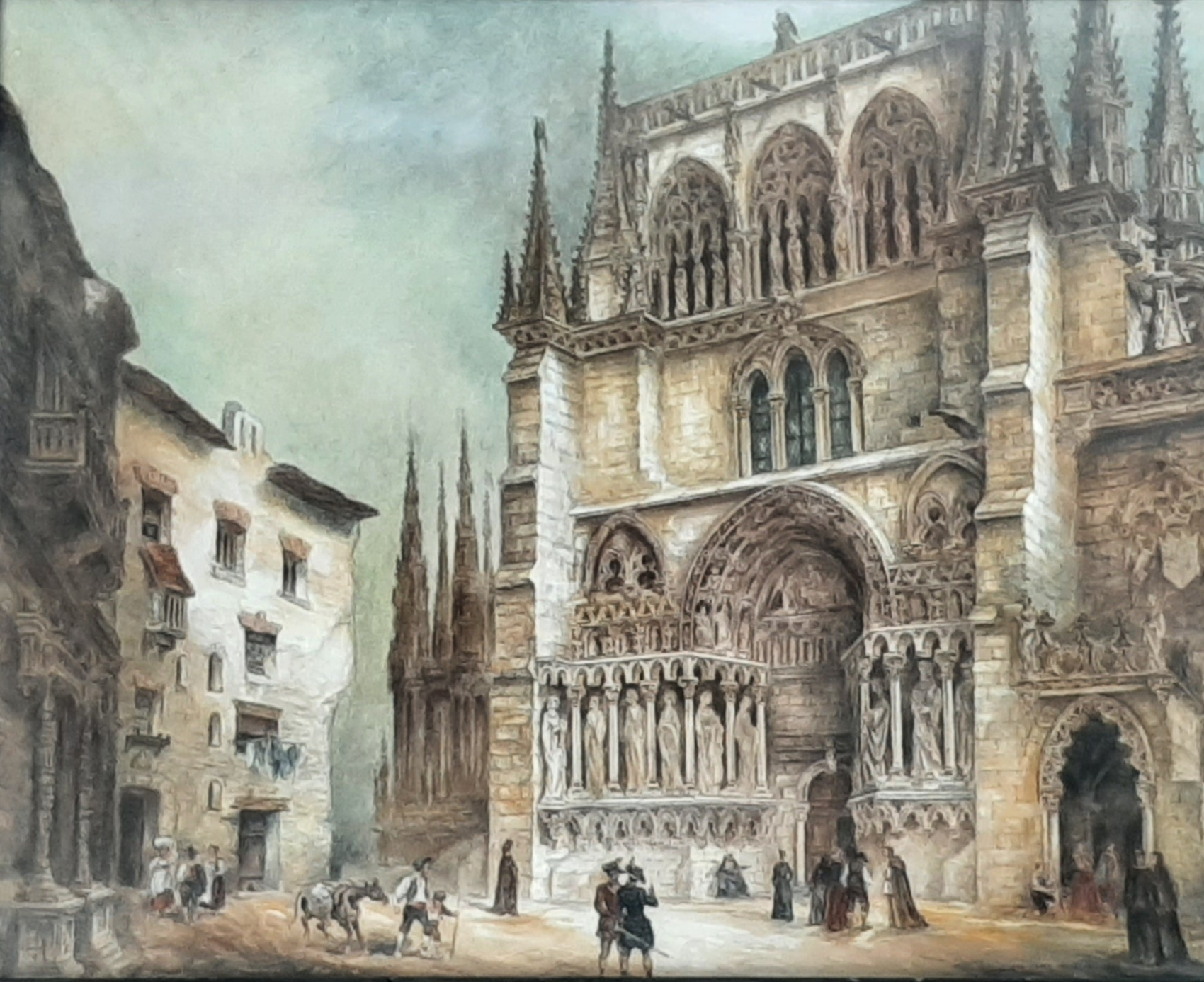
Fachada de la Catedral (Puerta Alta de la Cathédrale Sainte-Marie de Burgos, España), gouache sur papier de Jenaro Pérez Villaamil (avant 1842).

## Conservation
La Bibliothèque numérique de Castille-et-León met en ligne et en libre accès les trois tomes d'España artística y monumental numérisés.